# Juno Stover-Irwin
Juno Stover-Irwin (Los Ángeles, 22 de noviembre de 1928-Union City, 2 de julio de 2011) fue una deportista estadounidense que compitió en saltos de plataforma.
Participó en cuatro Juegos Olímpicos de Verano entre los años 1948 y 1960, obteniendo dos medallas, bronce en Helsinki 1952 y plata en 1956. En los Juegos Panamericanos consiguió dos medallas de plata, en los años 1955 y 1959.

## Palmarés internacional
| Juegos Olímpicos     | Juegos Olímpicos          | Juegos Olímpicos  | Juegos Olímpicos |
| Año                  | Lugar                     | Medalla           | Prueba           |
| -------------------- | ------------------------- | ----------------- | ---------------- |
| 1952                 | Helsinki (Finlandia)      | Medalla de bronce | Plataforma 10 m  |
| 1956                 | Melbourne (Australia)     | Medalla de plata  | Plataforma 10 m  |
| Juegos Panamericanos |                           |                   |                  |
| Año                  | Lugar                     | Medalla           | Prueba           |
| 1955                 | Ciudad de México (México) | Medalla de plata  | Plataforma 10 m  |
| 1959                 | Chicago (Estados Unidos)  | Medalla de plata  | Plataforma 10 m  |